# Exosphaeroma planulum
Exosphaeroma planulum är en kräftdjursart som beskrevs av Hurley och Jansen 1971. Exosphaeroma planulum ingår i släktet Exosphaeroma och familjen klotkräftor.
Artens utbredningsområde är havet kring Nya Zeeland. Inga underarter finns listade i Catalogue of Life.